# Daryl Stuermer
Daryl Mark Stuermer (Milwaukee, 27 novembre 1952) è un chitarrista e bassista statunitense, noto come musicista itinerante dei Genesis e di Phil Collins.

## Biografia
Daryl Stuermer nasce nel 27 novembre 1952 a Milwaukee, Wisconsin ed è uno studente della St. Francis High School. Scoperto suonando con la sua band Sweetbottom, a Milwaukee, Stuermer vince un'audizione per lavorare con il violinista jazz Jean-Luc Ponty nel 1975, con il quale registrerà 4 album. Nel 1978, Stuermer, con insistenza da parte di Alphonso Johnson, è raccomandato come sostituto di Steve Hackett per i live dei Genesis.
Nel 1981, Stuermer segue il front-man dei Genesis, Phil Collins, come chitarrista per la sua carriera solista. Così facendo, diventa da come Collins lo definisce un "membro permanentemente part-time" dei Genesis, un "membro permanente di tour e registrazioni" del nuovo gruppo di Collins. La collaborazione giova ad entrambi, e Stuermer acquista il titolo di coautore di molte canzoni di Collins. Stuermer ha registrato 6 album solisti, mentre nel 2002 pubblica un album live registrato durante la riunione dei Sweetbottom, nella Shank Hall di Milwaukee. L'album "Go!" è pubblicato nel 2007: contiene molte vecchie canzoni dal periodo dei Sweetbottom, e include partecipazioni di Alphonso Johnson, Kostia, John Calarco, ed Eric Hervey. Stuermer ritorna con i Genesis nel 2007, in occasione del loro Turn It On Again: The Tour, il tour che li vede sul palco riuniti dopo 15 anni dal distacco di Collins.
Stuermer utilizza una Fender Stratocaster per la maggior parte della sua carriera con Phil Collins. Le chitarre più usate sono una Candy Apple Red e una 3 Tone Sunburst, ma suona anche il banjo nella canzone di Phil Collins "The Roof Is Leaking". In aggiunta alla Fender Stratocaster, suona fino al 1978 anche un basso Gibson Thunderbird e chitarre elettriche Ibanez. Passa ad una Suntec Stratocaster dal 1980 al 1983 e usa un basso Shergold (1980), un Fender Precision Bass nel 1981/1982, un basso Status e una chitarra Ibanez (1983-84), un basso e chitarra Steinberger (1986-87), un basso Yamaha nel 1992 e anche nel 2007. Come nel 2007 usa attualmente anche una chitarra elettrica GodinLGXT. Usa ancora la Fender American Standard Stratocaster e una Fender Eric Clapton Signature Stratocaster.

## Discografia
Il titolo è seguito dall'anno di pubblicazione e dalla casa discografica.
Solista
- Steppin' Out 	         1987 	(GRP)
- Live & Learn 	         1998 	(Urban Island Music)
- Another Side of Genesis 	2000 	(Urban Island Music)
- Waiting in the Wings 	2001 	(Urban Island Music)
- Sweetbottom Live the Reunion 	2003 	(Urban Island Music)
- Retrofit 	2004 	(Urban Island Music)
- The Nylon String Sampler 	2005 	(Urban Island Music)
- Rewired - The Electric Collection 	2006 	(Unicorn Digital/Urban Island, LL)
- Go! 	2007 	(Inside Out Music)
- Breaking Cover 	2016 	(Urban Island Music)

Con Jean-Luc Ponty
- Aurora 	1975 	Atlantic
- Imaginary Voyage 	1976 	Atlantic
- Enigmatic Ocean 	1977 	Atlantic
- Civilized Evil 	1981 	Atlantic

Con George Duke
- I Love The Blues She Heard me Cry 	1975 	Polydor
- Liberated Fantasies	1976 	BASF

Con Joan Armatrading
- The Key 	1984 	A&M

Con Anni-Frid Lyngstad (ABBA)
- I Know There's Something Going on 	1982 	Epic (UK)

Con Tony Banks (Genesis)
- The Fugitive 	1983 	Charisma
- Still 	1991 	Giant (US)
- Strictly Inc 	1995 	Virgin

Con Mike Rutherford (Genesis)
- Acting Very Strange 	1982 	Atlantic/WEA

Con Philip Bailey
- Chinese Wall 	1984 	Columbia

Con Phil Collins
- Face Value 	1981 	Virgin
- Hello, I Must Be Going! 	1982 	Atlantic
- No Jacket Required 	1985 	Atlantic
- ...But Seriously 	1989 	Atlantic
- Serious Hits... Live! 	1990 	Atlantic
- Dance into the Light 	1996 	Atlantic
- A Hot Night in Paris 	1998 	Atlantic
- ...Hits 	1998 	Atlantic
- Testify      2002 Atlantic
- The First Final Farewell Tour 	2005 	Eagle Vision

Con i Genesis
- Three Sides Live 	1982 	Atlantic
- Knebworth Concert (Various Artists) 	1990 	Polydor
- Genesis Live-The Way We Walk 1 	1992 	Atlantic
- Genesis Live-The Way We Walk 2 	1993 	Atlantic
- Live Over Europe 2007 	2007 	Atlantic